# パナ・ヘマ・テイラー
パナ・ヘマ・テイラー（Pana Hema Taylor、1989年9月14日 - ）は、ニュージーランドの俳優。

## 出演作品
- スパルタカスIII　ザ・ファイナル（ナシル）
- スパルタカスII（ナシル）